# Coriglianeto
Il torrente Coriglianeto, in Provincia di Cosenza, attraversa tutto il territorio di Corigliano da cui prende il nome.

## Descrizione
Tra rilievi montuosi e piccole oasi di terreni, più o meno pianeggianti, il bacino idrografico presenta una estensione territoriale di circa 63 kmq. L’alveo del corso principale è riconducibile a circa 24 km e sfocia nel Mar Ionio, alla marina di Schiavonea. 
La parte alta del corso del torrente è caratterizzata da una fitta vegetazione arborea e ricade, a sinistra, nel comune di Acri e a destra, nel comune di Corigliano Calabro (oggi comune unico di Corigliano-Rossano). Di particolare interesse paesaggistico i rilievi collinari e pedemontani che sono contrassegnati dalla presenza di secolari ulivi, agrumeti e piante tipiche della macchia mediterranea.
Nel corso del tempo il bacino del torrente ha subito diverse trasformazioni, non solo naturali. Questi interventi, dettati soprattutto dalle trasformazioni agricole, hanno contribuito a debellare la malaria, ad insediare la prima centrale idroelettrica della provincia, ad incentivare l’economia delle valli dei Mulini e del Pendino.
Agli inizi del duemila, un progetto di riqualificazione ambientale e naturalistico del torrente, ha favorito l'istituzione del Parco ambientale del Coriglianeto.